# Potassic-pargasite
La potassic-pargasite (simbolo IMA: Pprg) è un raro minerale del supergruppo dell'anfibolo, all'interno del quale viene collocato nel "gruppo degli anfiboli con W(OH,F,Cl)-dominante" e da lì al sottogruppo degli anfiboli di calcio dove occupa un posto nel "gruppo contenente la radice pargasite nel nome"; essendo un anfibolo, appartiene agli inosilicati e pertanto alla famiglia minerale dei "silicati", e possiede composizione chimica KCa2(Mg4Al)(Si6Al2)O22(OH)2.
La potassic-pargasite è definita con:
- potassio dominante in posizione A
- cationi magnesio bivalente e alluminio trivalente dominanti in posizione C
- anione idrossile OH dominante in posizione W.

## Etimologia e storia
La nuova specie di minerale è stata individuata nell'ambito di un'analisi sistematica con la microsonda elettronica degli anfiboli presenti nella collezione del "Canadian Museum of Nature" di Ottawa (in Canada) e approvata dall'Associazione Mineralogica Internazionale (IMA) nel 1997 con il nome potassicpargasite. Il nome è stato cambiato in potassic-pargasite in base alle regole dettate dalla revisione della nomenclatura del 2012.
Il campione analizzato era classificato come orneblenda proveniente da Franklin (nel New Jersey, Stati Uniti), ma ulteriori analisi sulla calcite presente nel campione hanno rilevato che probabilmente proviene da Pargas in Finlandia.
Campioni di pargasite ricca di potassio erano già stati segnalati in Antartide, Giappone e Scozia, ma per questi non era stato richiesto il riconoscimento come nuova specie mineralogica.
Il nome del minerale pertanto riflette l'abbondanza di potassio nella formula e il luogo di rinvenimento.

## Classificazione
La classica nona edizione della sistematica dei minerali di Strunz, aggiornata dall'Associazione Mineralogica Internazionale (IMA) fino al 2009, elenca la potassic-pargasite nella classe "9. Silicati (germanati)" e da lì nella sottoclasse "9.D Inosilicati"; questa viene suddivisa più finemente in base alla struttura del minerale, in modo tale che la potassic-pargasite possa essere trovata nella sezione "9.DE Inosilicati con catene doppie di periodo 2, Si4O11; clinoanfiboli" dove forma il sistema nº 9.DE.10.
Tale classificazione viene in piccola parte rivista nell'edizione successiva, proseguita dal database "mindat.org" e chiamata Classificazione Strunz-mindat, dove la potassic-pargasite occupa i medesimi classe, sottoclasse e sezione della nona edizione, per poi venire smistata nel sistema nº 9.DE.15.
Nella Sistematica dei lapis (Lapis-Systematik) di Stefan Weiß la potassic-pargasite si trova nella classe dei "silicati" e nella sottoclasse degli "inosilicati"; qui si trova nella sezione riservata ai minerali con struttura "[Si4O11] a due bande 6-; gruppo degli anfiboli; Ca2-anfiboli" dove forma il sistema nº VIII/F.10.
Anche la classificazione dei minerali secondo Dana, usata principalmente nel mondo anglosassone, elenca la potassic-pargasite nella famiglia dei "silicati", qui è nella classe degli "inosilicati: catene doppie non ramificate, W=2" e nella sottoclasse degli "inosilicati: catene doppie non ramificate, configurazione anfibolo W=2" dove forma il "gruppo 2, Anfiboli di calcio" con il sistema nº 66.01.03a.

## Abito cristallino
La potassic-pargasite cristallizza nel sistema monoclino nel gruppo spaziale C2/m (gruppo nº 12) con i parametri di cella a = 9,9199(4) Å, b = 18,0591(8) Å, c = 5,3180(3) Å e β = 105,36(1)°, oltre ad avere 2 unità di formula per cella unitaria.

## Origine e giacitura
La potassic-pargasite è stata scoperta in un campione proveniente probabilmente da un giacimento di skarn o di altre rocce di origine metasomatica associata a calcite.
Oltre alla sua località tipo, Pargas in Finlandia, la potassic-pargasite è stata rinvenuta nelle miniere di "O'Neil", di "Hogencamp", di "Surebridge" (contea di Orange) e a "Jones Pond" nei pressi di Edwards (contea di St. Lawrence), tutte nello Stato di New York (Stati Uniti); a Montréal (Canada); sul monte Elgoras (oblast' di Murmansk, Russia); nel deposito di cromo di "Kempirsai" (nella regione di Aqtöbe, in Kazakistan); a San Lorenzo de El Escorial (in Spagna).

## Forma in cui si presenta in natura
La potassic-pargasite è stata trovata sotto forma di cristalli euedrali concresciuti in maniera irregolare lunghi fino a 2 cm, allungati e leggermente appiattiti. I cristalli più piccoli tendono a essere più arrotondati.
La potassic-pargasite è opaca con lucentezza vitrea; il colore è nero e quello del suo striscio è verde brunastro.

## Proprietà ottiche
La potassic-pargasite è pleocroica; il colore varia dal verde oliva scuro al verde oliva fino al grigio verde chiaro. Non presenta fluorescenza né alla luce ultravioletta a onde corte, né a quella a onde lunghe.